# Boldiaceae
Boldiaceae Herndon, 1964, segundo o sistema de classificação de Hwan Su Yoon et al. (2006), é o nome botânico de uma família de algas vermelhas pluricelulares da ordem Compsopogonales.

## Gêneros
Apresenta um único gênero:
- Boldia